# Bob’s Game
Bob’s Game (с англ. — «игра Боба») — компьютерная ролевая игра, разрабатываемая с 2004 года независимым разработчиком Робертом Пеллони. Получила широкую известность благодаря экстравагантному поведению разработчика, который после того, как Nintendo проигнорировала его запрос на получение SDK, в знак протеста заперся в офисе на 100 дней.

## Разработка и маркетинг
Роберт Пеллони начал разрабатывать свою двумерную ролевую игру для Nintendo DS в 2004 году. Он намеревался создать игру в духе EarthBound; другими источниками вдохновения стали Super Mario 64, Super Metroid, Cave Story и серия Dance Dance Revolution. В августе 2008 года Пеллони выложил ролик с демонстрацией геймплея на YouTube, собравший более 100 000 просмотров. По словам Пеллони, к 2008 году он потратил на разработку игры более 15 000 часов в течение пяти лет.

### Протестные акции

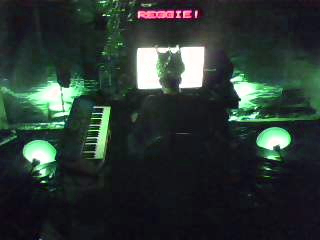
Комната, в которой заперся Роберт Пеллони в знак протеста

В феврале 2008 года разработчик отправил в Nintendo заявку на получение SDK, необходимого для выпуска игры на Nintendo DS, однако не получил никакого ответа. Пеллони посчитал, что Nintendo боится публиковать масштабный проект, разрабатываемый одним человеком, так как он «размывает границы между независимым и коммерческим». В знак протеста разработчик на сто дней заперся в своём офисе без доступа к интернету и телевидению, взяв с собой только необходимое для работы над игрой и телефон для связи с внешним миром.
31 декабря 2008 года Пеллони отослал поздравительное письмо президенту Nintendo of America Реджи Фис-Эме, в котором пригрозился распространять игру на пиратских картриджах, чтобы «существенно сократить прибыль Nintendo». По словам разработчика, с ним связалась китайская фирма, готовая взяться за производство совместимых с консолями Nintendo картриджей, а для их распространения он ведёт переговоры с Walmart.
Спустя 30 дней, 10 января 2009 года, так и не достигнув желаемого, Пеллони досрочно прервал протест, пожаловавшись на сильную головную боль и развивающуюся паранойю. Он заявил, что отказывается от идеи достать SDK: «было глупо рассчитывать на то, что Nintendo прислушается к моим мольбам. Это просто очередная бессердечная корпорация, которую интересует только сверхприбыль».
После посещения врачей Роберт продолжил протест. Он снова заперся в комнате, заявив о смене концепции игры: теперь в ней целью является уничтожение злой корпорации Gaztendo, а в сюжет были включены события, произошедшие до и во время протеста. 1 февраля 2009 года Роберт с соратниками пришли Nintendo World Store в Нью-Йорке, расклеив на стенах постеры Bob’s game, засыпав пол визитными карточками и заполнив полки пустыми коробками для игр. Сам разработчик называл это «50-м уровнем» протеста.
6 февраля Пеллони получил типовой официальный отказ от Nintendo. В письме было объяснено, что SDK считается «крайне конфиденциальной информацией», а потому Nintendo тщательно отбирают разработчиков, которым предоставляется доступ к инструментам; в частности, от кандидатов ожидаются «безопасные офисы, квалифицированный персонал и оборудование, а также финансовая стабильность». В марте Пеллони заявил, что протест и связанные события были выдуманы им для рекламных целей, отметив, что он разочарован в игровых порталах.

## Выпуск
В марте 2009 года Пеллони выпустил бесплатную демо-версию игры, работающую на эмуляторе NO$GBA. 25 ноября 2013 года для финансирования разработки был запущен проект на Kickstarter.
В 2016 году бета-версия игры была выпущена в Steam и на itch.io. В августе того же года исходный код игры был выложен на GitHub под свободной для некоммерческого использования лицензией.